# Vakıf (Tavas)
Vakıf ist ein Dorf im Landkreis Tavas der türkischen Provinz Denizli. Vakıf liegt etwa 58 km südwestlich der Provinzhauptstadt Denizli und 13 km westlich von Tavas. Vakıf hatte laut der letzten Volkszählung 840 Einwohner (Stand Ende Dezember 2010).
Nördlich bzw. östlich des Dorfes befinden sich die Reste der antiken Stadt Herakleia Salbake (altgriechisch Ἡράκλεια Σαλβάκη).